# أبحاث المتفجرات العالية
أبحاث المتفجرات العالية ويرمز لها باختصار ("HER") كان مشروعًا بريطانيًّا لتطوير قنابل ذرية بشكل مستقل وذلك بعد الحرب العالمية الثانية. اتخذ هذا القرار من قبل أحد اللجان الفرعية بمجلس الوزراء بتاريخ 8   في يناير 1947، وذلك رداً على مخاوف عودة أمريكا إلى الانعزالية أو محاولة التدخل في شوؤن المملكة، حدثت كردة فعل من أن تفقد بريطانيا مكانتها كقوة عظمى، مقابل الإجراءات التي اتخذتها الولايات المتحدة للانسحاب من جانب مشاركة التكنولوجيا النووية بموجب اتفاقية كيبيك لعام 1943. تم الإعلان عن هذا القرار علنا في مجلس العموم في 12 مايو 1948.
كان المشروع مدني وليس عسكري. تم اختيار الموظفين وتعيينهم في الخدمة المدنية، وتم دفع رواتبهم من الخدمة المدنية. وقد ترأسها لورد بورتال، كمراقب الإنتاج للطاقة الذرية، في وزارة التموين. وكانت مؤسسة أبحاث الطاقة الذرية البريطانية تقع في مطار هارويل القديم، في منطقة بيركشاير، تحت إشراف جون كوككروفت. وكان أول مفاعل نووي في المملكة المتحدة، هو مفاعل أبحاث صغير يعرف باسم مفاعل جليب. في هارويل في 15 أغسطس 1947 حيث حقق المفاعل مستوى الحرجية في الانشطارات النويية. كان دافعا لقيام الموظفون البريطانيون في مختبر مونتريال بتصميم مفاعل أكبر، يعرف باسم مفاعل بيبو، والذي بلغ مستوى الحرجية في 5   يوليو 1948. قدموا هولاء الموظفون الخبرة التي تم استخامها لاحقا في صناعة مفاعلات أكبر إنتاجا.
تم إنشاء مرافق الإنتاج تحت إشراف كريستوفر هينتون، الذي أسس مصنع الذخائر الملكية السابق في قرية ريسلي في مقاطعة لانكشاير. وشملت هذة إنشاء مصنع سبرينج فيلدز لتطوير معدن اليورانيوم ويعتبر منشأة لإنتاج الوقود النووي، وغيرها من المفاعلات النووية التي انشأت لتصنيع ومعالجة البلوتونيوم في مجمع سيلافيلد النووي، ومنشأة تخصيب اليورانيوم والغاز في مدينة كبنهورست بالقرب من تشيستر. بدأ تشغيل مفاعلي مجمع سيلافيلد النووي في أكتوبر 1950 ويونيو 1951. بدأ مصنع الغاز في كبنهورست في إنتاج اليورانيوم عالي التخصيب في عام 1954.
وجه وليام بيني تصميم القنبلة من فورت هالستيد. في عام 1951 انتقل فريق عمل التصميم الخاصة به إلى موقع جديد في ألدرماستون في بيركشاير. تم اختبار أول قنبلة ذرية بريطانية بنجاح في عملية الإعصار، حيث تم تفجيرها على متن الفرقاطة (HMS Plym) الرآسية قبالة جزر مونتي بيلو في أستراليا في 3 أكتوبر 1952. وبذلك أصبحت بريطانيا الدولة الثالثة التي تختبر الأسلحة النووية، بعد الولايات المتحدة والاتحاد السوفييتي. انتهى المشروع بتسليم أول قنابل ذرية من طراز  الدانوب الأزرق (بلو دونبل) إلى قيادة قوة القذائف في نوفمبر 1953، لكن آمال بريطانيا في تجديد العلاقة النووية الخاصة مع الولايات المتحدة كانت محبطة. تم استبدال التكنولوجيا بالتطوير الأمريكي للقنبلة الهيدروجينية، التي تم اختبارها لأول مرة في نوفمبر 1952، بعد شهر واحد فقط من عملية الإعصار. واصلت بريطانيا تطوير قنابلها الهيدروجينية الخاصة بها، التي اختبرتها لأول مرة في عام 1957. وبعد ذلك بعام، استأنفت الولايات المتحدة وبريطانيا التعاون في مجال الأسلحة النووية.

## خلفية

### سبائك الأنابيب

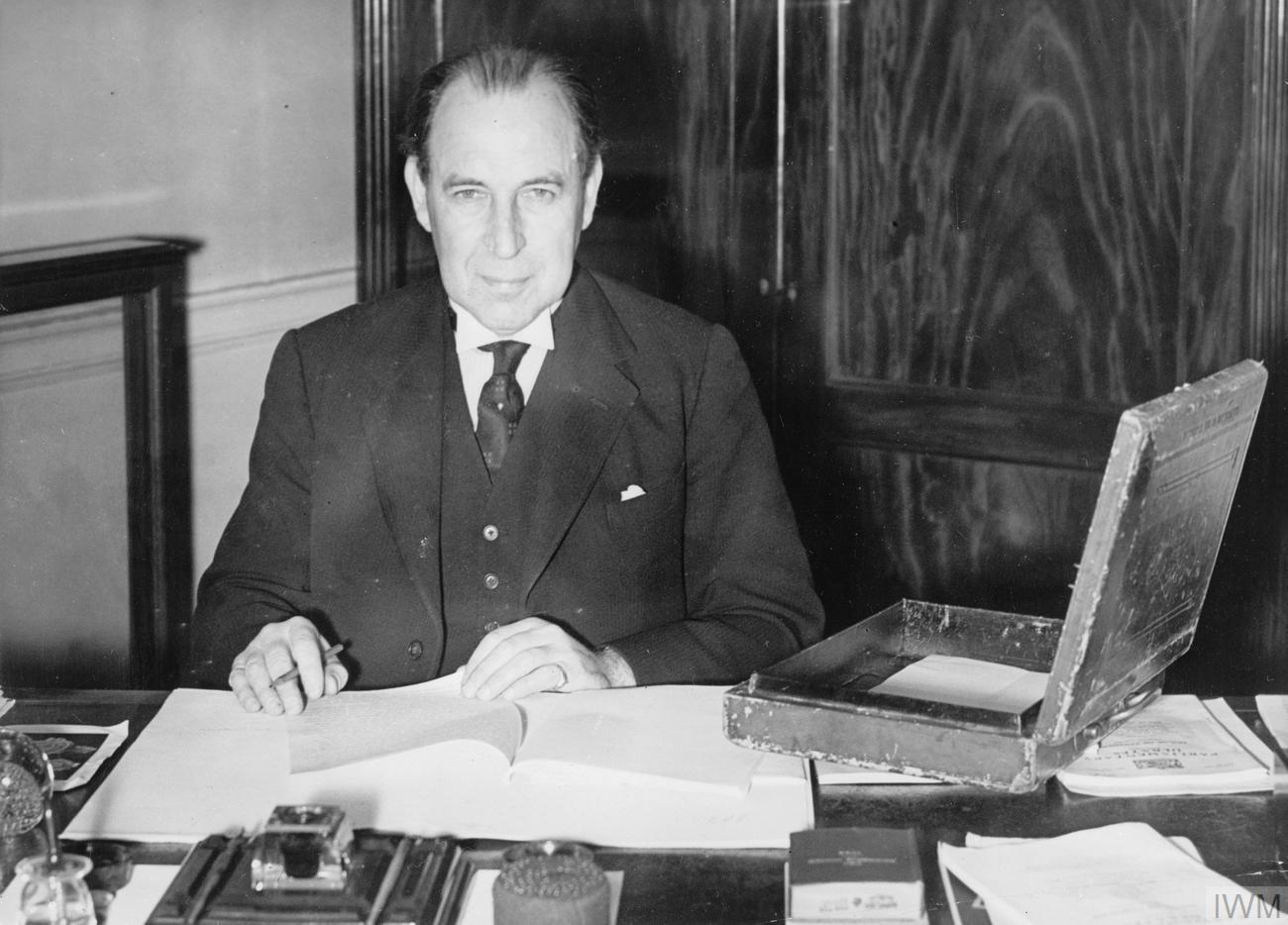
السير جون أندرسون، الوزير المسؤول عن سبائك الأنبوب

سبائك الأنابيب هو الاسم الحركي لمشروع بحث وتطوير المتفجرات السري البريطاني. الذي تم إنشاؤه من قبل جيمس شادويك في مختبر كافندش في جامعة كامبردج في فبراير 1932. وفي أبريل عام 1932. كان في مختبر كافندش بعض العلماء مثل جون كوكروفت وارنست والتون، عملو على تجارب انقسام ذرات الليثيوم مع تسارع البروتونات. وإنريكو فيرمي أجرى وفريقه في روما التجارب التي تنطوي على قصف عناصر من النيوترونات البطيئة، التي تنتج أثقل العناصر والنظائر.

### مشروع مانهاتن

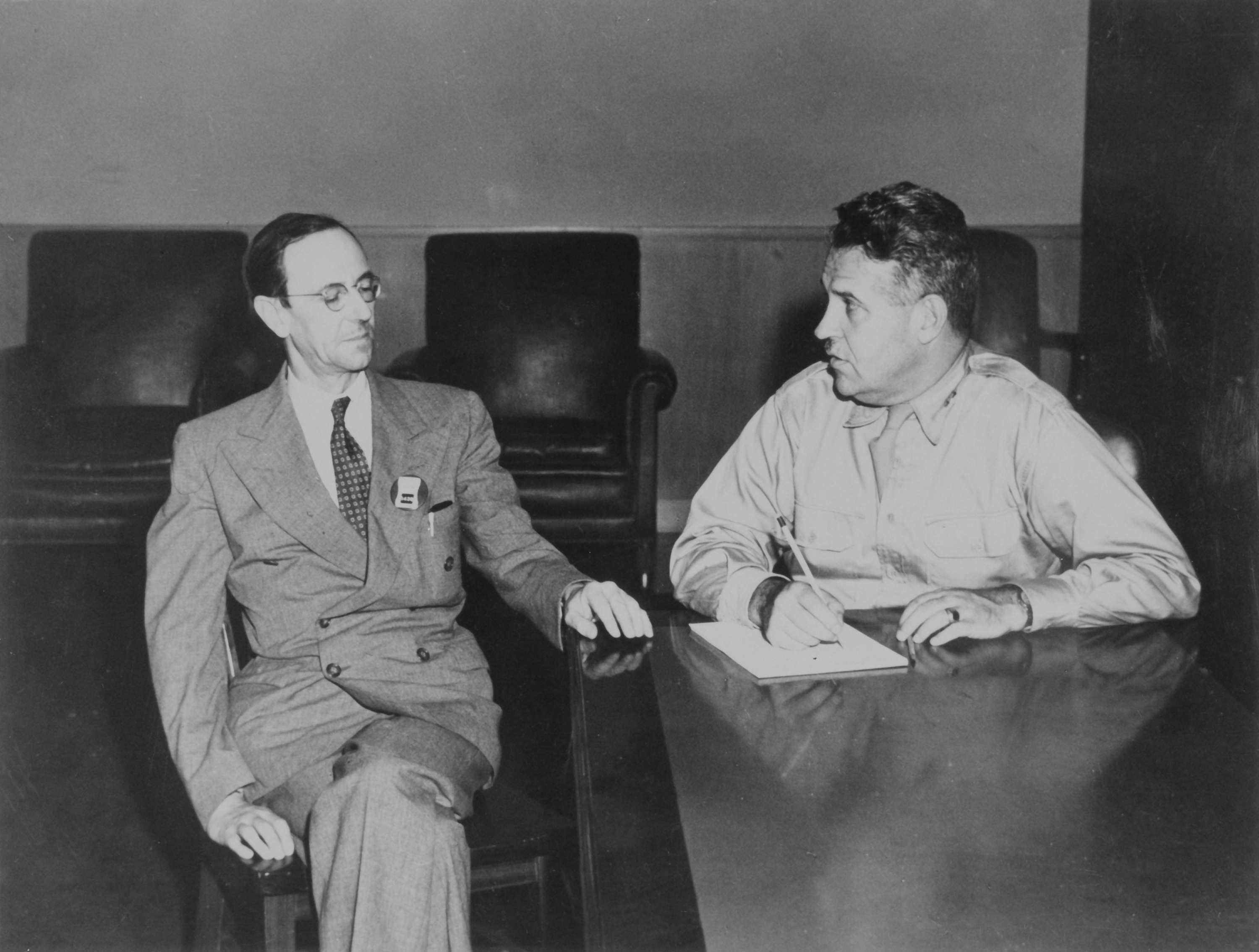
جيمس شادويك (يسار)، رئيس البعثة البريطانية، مع اللواء ليزلي غروفز، مدير مشروع مانهاتن

مشروع مانهاتن. في يوليو 1940، عرضت بريطانيا منح الولايات المتحدة إمكانية الوصول إلى أبحاثها العلمية، وقام كوككروفت، كجزء من مهمة تيزارد، بإطلاع العلماء الأمريكيين على التطورات البريطانية. اكتشف أن المشروع الأمريكي كان أصغر من المشروع البريطاني وليس متقدمًا كثيرًا. تبادل المشروعان البريطاني والأمريكي المعلومات، لكنهما لم يوحدا في البداية جهودهما. حيث لم يرد المسؤولون البريطانيون على طلب أمريكا في أغسطس 1941 لإنشاء مشروع مشترك.

### نهاية التعاون الأمريكي
مع نهاية الحرب، أصبحت العلاقة الخاصة بين بريطانيا والولايات المتحدة «أقل خصوصية بكثير».كانت الحكومة البريطانية على ثقة من أن أمريكا ستشاركها التكنولوجيا النووية، والتي اعتبرتها اكتشافًا مشتركًا. ولكن منعت الولايات المتحدة بريطانيا من التعاون الفني أو من تلقي أي معلومات. حيث فرضت سيطرتها على «البيانات المقيدة».ونتج هذا جزئيًا عن اعتقال الفيزيائي البريطاني آلان نون ماي، الذي كان يعمل في مختبر مونتريال، في فبراير 1946 بتهمة التجسس، بينما كان التشريع قيد المناقشة. مُنع باقي العلماء البريطانيين العاملين في الولايات المتحدة من الوصول إلى الأوراق التي كانوا قد كتبوها في أبحاثهم.

## استئناف جهود المملكة المتحدة المستقلة

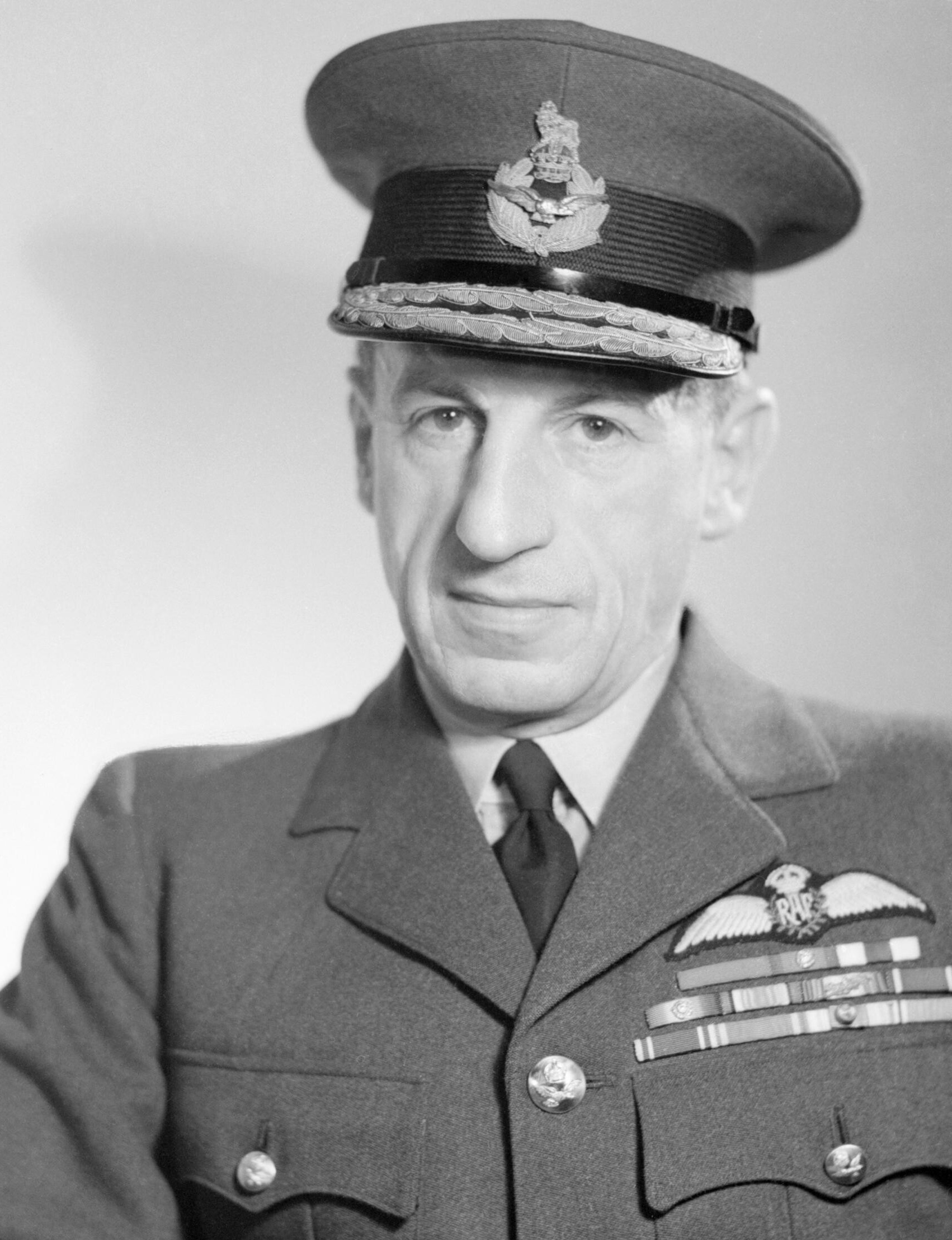
لورد بورتال، مراقب الإنتاج، الطاقة الذرية

أنشأ كليمنت أتلي لجنة فرعية وزارية، سميت لجنة الجنرال 75 (المعروفة بشكل غير رسمي من قبل كليمنت أتلي باسم «لجنة القنبلة الذرية»)، في 10 أغسطس 1945 وذلك لفحص جدوى برنامج الأسلحة النووية. لتقديم المشورة الفنية، حيث أنشأ كليمنت أتلي لجنة استشارية للطاقة الذرية برئاسة أندرسون. حيث كان أندرسون عضوًا مستقلاً في البرلمان عن الجامعات الاسكتلندية وجلس على مقعد جبهة المعارضة. كرئيس للجنة الاستشارية للطاقة الذرية، وكان لأندرسون مكتبه الخاص في مجلس الوزراء، ورافق  أتلي في رحلته إلى الولايات المتحدة في نوفمبر 1945.
كانت الخيارات واضحة لمدراء المؤسسة الجديدة شادويك وكوكروفت، حث الأول على تعيين الأخير، وافق كوكروفت رهنا بنص كتابي على أنه سيكون مسؤولاً فقط أمام الوزير وسكرتيره الدائم، وباستثناء الحالات التي تخضع فيها لمتطلبات السرية العسكرية، ستدار المؤسسة مثل الجامعة، مع التبادل الحر للآراء والنشر من الأوراق. تم الإعلان عن تعيينه في نوفمبر 1945، على الرغم من أنه لم يغادر كندا حتى سبتمبر 1946. لم تخضع مؤسسة أبحاث الطاقة الذرية لسيطرة بورتال حتى يناير 1950. اختارت لجنة مؤسسة أبحاث الطاقة الذرية مطار هارويل التابع ل سلاح الجو الملكي البريطاني وهو مطار يقع على بعد حوالي 13 ميلاً (21 كم) جنوب أكسفورد. كان المطار حديثًا، بمدرج طويل، وكانت وزارة الطيران مترددة في التنازل عنه حتى تدخل رئيس الوزراء.
كانت مسؤولية تطوير القنابل الذرية تقع خارج نطاق وزارة الدفاع. حيث كان أحد أسباب ذلك أنه تم إنشاؤها فقط في أكتوبر 1946، وبحلول ذلك الوقت تم تعيين بورتال بالفعل وقد أصبح تيزارد كبير المستشارين العلميين لوزارة الدفاع في نوفمبر 1946، وفي يناير 1947 أصبح أيضًا رئيسًا للجنة سياسة أبحاث الدفاع يرمز لها باختصار (DRPC)، والتي تم إنشاؤها لتقديم المشورة لوزير الدفاع ورؤساء الأركان في مسائل السياسة العلمية. حاول تيزارد الحصول على بعض السيطرة على الاستراتيجية النووية. حيث ألغيت اللجنة الاستشارية لأندرسون في نهاية عام 1947، وأنشئت لجنتان جديدتان مكانها، لجنة الطاقة الذرية، التي كانت تابعة لـ (أبحاث الدفاع)، وترأسها تيزارد؛ ولجنة الطاقة الذرية (مراجعة الإنتاج)، التي كانت مسؤولة أمام مجلس الوزراء. لكن في النهاية فشل تيزارد في السيطرة على سياسة الطاقة الذرية.